# Сири, Николас
Никола́с Эрна́н Сири Ка́ньо (исп. Nicolás Hernán Siri Cagno; родился 17 апреля 2004, Монтевидео) — уругвайский футболист, нападающий клуба «Монтевидео Сити Торке».

## Клубная карьера
Воспитанник футбольной академии клуба «Данубио», Сири  дебютировал в основном составе 20 сентября 2020 года в матче Примеры Уругвая против «Бостон Ривер». 13 марта 2021 года забил свой первый гол за «Данубио» в матче против «Насьоналя». 19 марта 2021 года сделал хет-трик в матче против «Бостон Ривер». В возрасте 16 лет, 11 месяцев и 2 дней стал вторым в списке самых молодых футболистов, сделавших хет-трик в матче профессиональных футбольных клубов (после Тревора Фрэнсиса) и самым молодым южноамериканским футболистом, сделавшим хет-трик в профессиональном футболе, побив рекорды Диего Марадоны и Пеле.
В августе 2021 года Сири перешёл в «Монтевидео Сити Торке».

## Карьера в сборной
18 сентября 2018 года дебютировал за сборную Уругвая до 15 лет. В 2019 году сыграл на чемпионате Южной Америки (до 15 лет). Забил на турнире 3 мяча: гол в матче против Эквадора 26 ноября и «дубль» в матче против Чили 2 декабря

## Личная жизнь
Старший брат Николаса Энсо Сири играет за молодёжную команду «Данубио» на позиции защитника.